# منتخب ليبيا الأولمبي لكرة القدم
منتخب ليبيا الأولمبي لكرة القدم هو منتخب كرة قدم ليبي تحت سن 23 سنة يشارك في البطولات المؤهلة للألعاب الأولمبية و البطولات الخاصة بالمنتخبات الأولمبية مثل بطولة العاب البحر الابيض المتوسط و تصفيات الألعاب الأولمبية عن قارة افريقيا و بطولة شمال افريقيا لتحت 23 سنة و هذا المنتخب يعد رديفا للمنتخب الأول في ليبيا.

## الإنجازات
- الترتيب الثالث في دورة الألعاب المتوسطية سنة 2009 التي أقيمت في بيسكارا - إيطاليا
- الترتيب الثالث في دورة الألعاب المتوسطية سنة 2005 التي اقيمت في المرية - إسبانيا
- وصيف بطل كأس استقلال اندونيسيا 2008

## أخبار عن المنتخب
- مشاركات منتخب ليبيا الأولمبي - كووورة
- دورة العاب البحر الأبيض المتوسط 2009 - كووورة